# Seweryn Koralewski

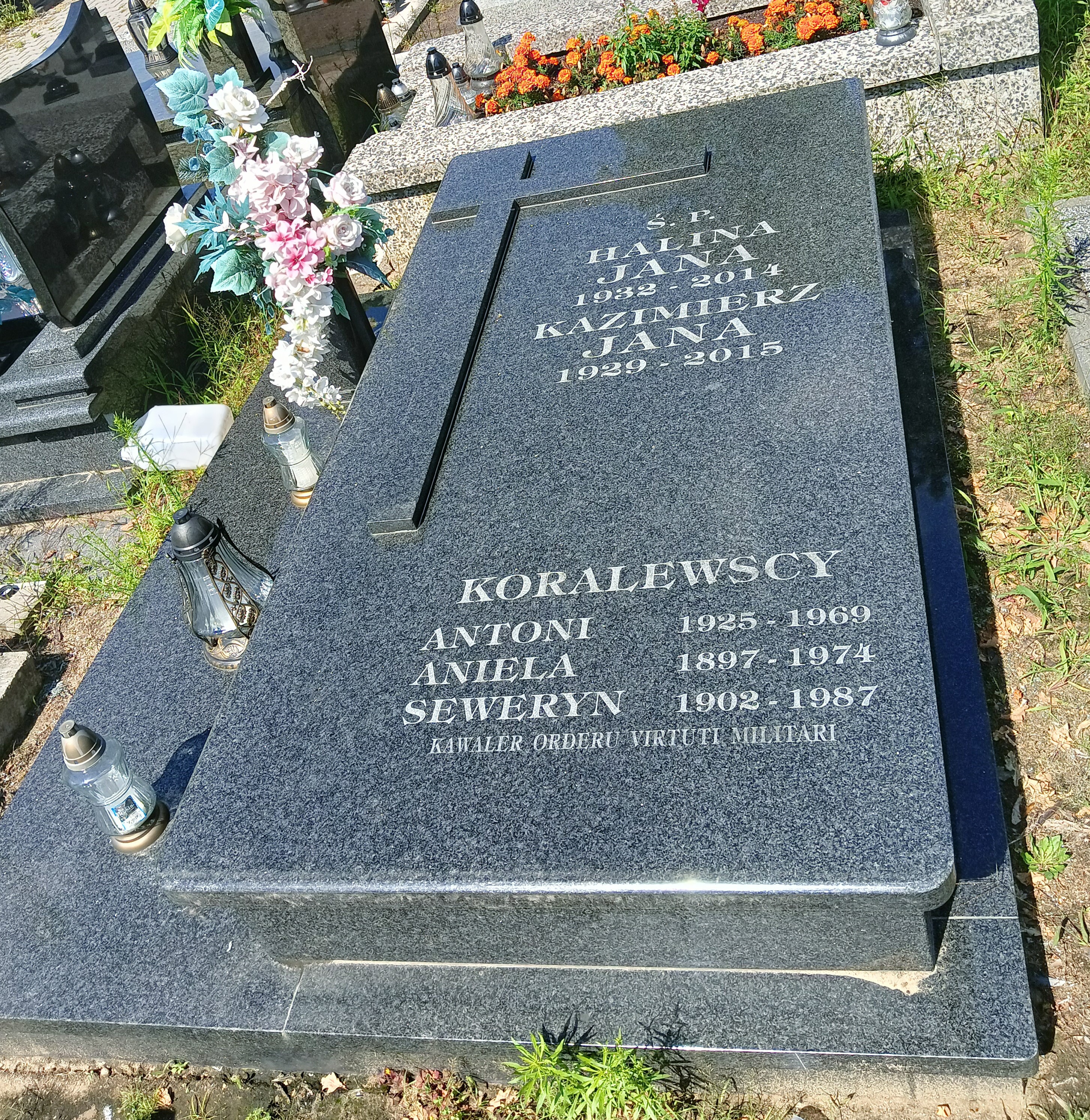
Grób rodziny Koralewskich na cmentarzu parafialnym w Kutnie

Seweryn Julian Koralewski (ur. 8 stycznia 1902 w Kole, zm. 28 kwietnia 1987 w Kutnie) – podoficer Wojska Polskiego w II Rzeczypospolitej, kawaler Orderu Virtuti Militari.

## Życiorys
Urodził się  w rodzinie Antoniego i Rozalii z Nurkiewiczów.
Absolwent szkoły elementarnej i szkoły realnej. Od roku 1918 uczęszczał w Warszawie na kursy techniczne. W listopadzie tegoż roku wstąpił ochotniczo do odrodzonego Wojska Polskiego i otrzymał przydział do 1 pułku piechoty Legionów, w szeregach którego rozbrajał Niemców w stolicy. W styczniu 1919 roku został skierowany do Kowieńskiego Pułku Strzelców 2 Dywizji Litewsko-Białoruskiej. Na froncie przebywał do stycznia 1920 r. po czym oddelegowany został do szkoły podoficerskiej, po ukończeniu której, już w randze kaprala, przeniesiony został do 101 rezerwowego pułku piechoty. W jego szeregach wziął udział w wojnie polsko-bolszewickiej, uczestnicząc między innymi w ofensywie kijowskiej.
Na własną prośbę powrócił do Kowieńskiego Pułku Strzelców. Wyróżnił się w walkach pod Łomżą (20-22 sierpnia 1920 r.). Za wyjątkową odwagę, inicjatywę i aktywność w boju, a zwłaszcza za dowodzenie grupami wypadowymi został odznaczony Krzyżem Srebrnym Orderu Virtuti Militari. Nadanie to zostało następnie potwierdzone dekretem Wodza Naczelnego marszałka Józefa Piłsudskiego L. 11434.VM z dnia 3 lutego 1922 roku (opublikowanym w Dzienniku Personalnym Ministerstwa Spraw Wojskowych Nr 2 z dnia 18 lutego 1922 roku). 
Walcząc w Grupie gen. Lucjana Żeligowskiego pod Surwintami został ranny i dostał się do niewoli litewskiej. Po uwolnieniu skierowany do szkoły podoficerskiej w Wilnie, po ukończeniu której, już w stopniu plutonowego, w dniu 1 sierpnia 1921 r. został zdemobilizowany i przeniesiony do rezerwy.
Pracował w rolnictwie, w Związku Inwalidów Wojennych (na stanowisku sekretarza) oraz w Urzędzie Pocztowym w Kutnie (jako starszy pocztylion). Działał również w środowisku weteranów. Jako podoficer rezerwy odbył dwumiesięczne ćwiczenia w 68 pułku piechoty, a w roku 1930 został awansowany do rangi sierżanta rezerwy, z przydziałem mobilizacyjnym do 69 pułku piechoty. Do wybuchu II wojny światowej pracował w Urzędzie Pocztowo-Telekomunikacyjnym w Kole, a we wrześniu 1939 roku został ewakuowany do Warszawy. W okresie okupacji niemieckiej pracował jako ślusarz. Po wojnie zamieszkał w Kutnie i ponownie został pracownikiem Poczty Polskiej, z której przeszedł w 1967 roku na emeryturę. Zmarł w Kutnie i spoczął na tamtejszym cmentarzu parafii św. Wawrzyńca (sektor: 18, rząd: 1, grób: 44).
Był żonaty z Anielą z domu Płucienniczak (ur. 16 lipca 1897 r., zm. 24 października 1974 r.), z którą miał dzieci: Antoniego (1926-1969), Tadeusza (ur. 1928), Bogdana (1929-1986), Zygmunta (ur. 1930), Halinę (ur. 1932) i Aleksandrę (ur. 1936).

## Ordery i odznaczenia
- Krzyż Srebrny Orderu Virtuti Militari nr 4057[5][1]
- Medal Pamiątkowy za Wojnę 1918–1921[6],
- Medal Dziesięciolecia Odzyskanej Niepodległości[6].